# Wolfgang Schwenk
Wolfgang Schwenk (* 5. August 1931 in Hamburg; † 9. Mai 2011 in Stade) war ein deutscher Politiker (SPD).
Schwenk war von Beruf Chemiehilfswerker, Jurist und Verwaltungsbeamter. Er hatte vor seiner politischen Karriere seit dem Jahr 1965 als Dezernent und Stadtrechtsrat der Stadt Stade gearbeitet.
Schwenk war dreimal verheiratet, alle Ehen wurden geschieden. Er war Vater zweier Töchter. Schwenk interessierte sich neben Politik insbesondere für Fußball und engagierte sich in den Jahren 1980 bis 1995 als Präsident des Sportvereins TuS Güldenstern Stade. Er war Ehrenpräsident des Vereins.
Am 3. Juni 1974 rückte er für den ausgeschiedenen Abgeordneten Hans Hermsdorf in den Deutschen Bundestag nach. Schwenk blieb bis zum Jahr 1987 Mitglied des Deutschen Bundestages und wurde mit Ausnahme des Jahres 1980, als er im Wahlkreis Stade direkt gewählt wurde, immer über die Landesliste Niedersachsen in den Bundestag gewählt.
Während seiner Zeit im Parlament war er unter anderem stellvertretender Vorsitzender des Rechtsausschusses.
Neben seiner Abgeordnetentätigkeit war Schwenk auch in der Kommunalpolitik aktiv. So gehörte er in den Jahren 1981 bis 1996 dem Kreistag des Landkreises Stade und von 1994 bis 2004 dem Stader Stadtrat an.
Schwenk trat im Jahr 1963 der SPD bei. In den Jahren 1970 bis 1986 war er stellvertretender Bezirksvorsitzender des SPD-Bezirks Nord-Niedersachsen, anschließend bis zum Jahr 1989 Bezirksgeschäftsführer. Darüber hinaus war Schwenk von 1977 bis 1988 Mitglied des Stader SPD-Kreisvorstandes, ab 1980 als dessen Vorsitzender.